# Edigson Velásquez
Edigson "Prono" Velasquéz (Pueblorrico, Antioquia, Colombia; 5 de febrero de 1972) es un exfutbolista colombiano que ocupó la posición de portero. Disputaría aproximadamente 500 partidos. Actualmente es preparador de arqueros en el Atlético Nacional.

## Trayectoria
Ha pasado por el Envigado FC,  Atlético Junior, Real Cartagena FC, Independiente Santa Fe, el América de Cali, Atlético Nacional, el Boyacá Chicó, el Deportivo Pereira y el Itagüí Ditaires.
En 2002 llegaría a la final de la Copa Sudamericana con Atlético Nacional. Algunas fuentes le adjudican un gol al América de Cali en el partido de vuelta de octavos de final; sin embargo, parece ser una confusión con su compañero de equipo Iván Velásquez.
En el Boyacá Chicó ganó el Torneo Apertura 2008
siendo una gran figura. Durante el transcurso del Torneo Apertura 2009 luego el arquero fue transferido al Deportivo Pereira. en el Torneo Finalización.

## Clubes

### Como jugador
| Club                                      | País     | Temporadas  |
| ----------------------------------------- | -------- | ----------- |
| Envigado Fútbol Club                      | Colombia | 1993 - 1999 |
| Atlético Nacional- Independiente Santa fe | Colombia | 2000 - 2004 |
| América de Cali                           | Colombia | 2004        |
| Envigado Fútbol Club                      | Colombia | 2005        |
| Real Cartagena                            | Colombia | 2006        |
| Atlético Junior                           | Colombia | 2006 - 2007 |
| Boyacá Chicó                              | Colombia | 2008 - 2009 |
| Deportivo Pereira                         | Colombia | 2009 - 2011 |
| Itagüí Ditaires                           | Colombia | 2011 - 2012 |

### Como preparador de porteros
| Club              | País     | Temporadas      |
| ----------------- | -------- | --------------- |
| Águilas Doradas   | Colombia | 2013 - 2016     |
| Atlético Nacional | Colombia | 2017 - Presente |

## Palmarés

### Campeonatos nacionales
| Título          | Club         | País     | Año  |
| --------------- | ------------ | -------- | ---- |
| Torneo Apertura | Boyacá Chicó | Colombia | 2008 |